# Шелиго, Йожа
Йожа Шелиго (словен. Joža Šeligo, 3 августа 1911, Preserje, Брезовица — 10 июня 1941, Preserje, Брезовица) — словенский поэт.
Шелиго родился в Пресерье, в семье Йосипа Шелиго и Терезии (урождённой Улы) Шелиго. Он изучал славянские языки в Любляне, а затем юриспруденцию, но впоследствии бросил учёбу, не окончив её. Шелиго начал писать стихи в старших классах школы и публиковал их в рукописной школьной газете «Шкореч» (Škorec). Будучи студентом университета, он был техническим редактором журнала 1551 и одним из основателей Словенского клуба. С 1936 года начал публиковать стихи в журналах «Ljubljanski zvon» и «Sodobnost». В 1939 году он женился на Анне Житко, у пары родилось две дочери: Ана и Терезия. Шелиго устроился на работу лесником недалеко от Стражище и в это время опубликовал свой дебютный сборник стихов «Дорога» («Cesta»), в который вошли 28 ранее опубликованных стихотворений и девять новых. В 1941 году Шелиго начал работать в Управлении железных дорог в Любляне, а затем вместе с семьёй переехал в Пресерье. Там он впал в депрессию и 10 июня 1941 года покончил жизнь самоубийством.
Поэзия Шелиго носит меланхоличный и отрешённый характер и характеризуется темами бездомности, отчуждения, различий и одиночества.